# Морський чорт
Морський чорт, або вудильник звичайний, жабун рибалка (Lophius piscatorius) — риба родини вудильникових, єдиний представник роду у фауні України. Свою назву тварина дістала через неприємну зовнішність.

## Поширення
Поширений в Атлантичному океані від Баренцова моря до Гвінейської затоки в межах шельфу, також у Північному, Балтійському, Середземному та Мармуровому морі. В Україні трапляється поблизу південного берега Кримського півострова та острова Зміїного.

## Будова
Довжина до 1,5 м, вага до 20 кг. Дуже велика сплюснута голова, розміри якої можуть становити половину від довжини тіла. Тіло без луски, вкрите шкіряними виростами, які допомагають рибі маскуватись на дні. Передній спинний плавець складається з 6 променів, 3 передні відокремлені, перший дуже довгий та гнучкий, має на кінці «приманку», яка розташована над ротовим отвором, 3 задні промені з'єднані перетинкою. Грудні плавці великі, за допомогою них риба переміщується по дну, роблячи стрибкоподібні рухи. Рот широкий, з численними великими зубами, загнутими в напрямку ротового отвору. Шлунок великий. Забарвлення темне.

## Спосіб життя
Донна малорухлива риба. Зазвичай тримається на глибинах 50–200 м, іноді підходить до берегів на глибину до 10 м, у пошуках риби може підійматись у товщу води. Взимку та в період нересту опускається на значні глибини (до 2000 м). Хижак, зазвичай полює із засідки. Чекаючи на здобич, не рухається, також може затримувати дихання на 1–2 хвилини, тільки «приманка» над ротом коливається, приваблюючи здобич. Живиться рибою (тріскові, вугрі, камбала, тригла, бички тощо) та великими безхребетними (краби).

## Розмноження
Нерест проходить навесні на великих глибинах (400–2000 м). Плодючість самиці дуже велика (до 3 млн. ікринок). Ікра відкладається у товщу води у вигляді стрічки, яка досягає у довжину 10 м, у ширину 0,5 м та завтовшки біля 4–6 мм. Ікринки великі 2,3–4,0 мм у діаметрі, по одній або по дві розміщені у слизових шестикутних комірках стрічки. Поступово комірки руйнуються, ікринки при цьому залишаються на плаву завдяки наявності в них крапель жиру. Інкубаційний період триває трохи більше тижня. Личинки відрізняються від дорослих риб високим тілом, ведуть пелагічний спосіб життя. Приблизно через 4 місяці проходить складний метаморфоз, після чого мальки, які мають розміри приблизно 6 см, осідають на дно на великих глибинах. На помірних глибинах та біля берегів вони з'являються при розмірах 13–20 см.

## Значення
Рибу занесено до Червоної книги України. В Україні не виловлюється, дуже рідко трапляється серед виловів калкана чорноморського. В деяких північних країнах має невелике промислове значення. Виловлюють ставними сітками, тралами, донними ярусами. У продаж іде без шкіри та голови, а також у вигляді філе. М'ясо смачне, поживне, містить вітамін A, селен, цинк, кальцій.

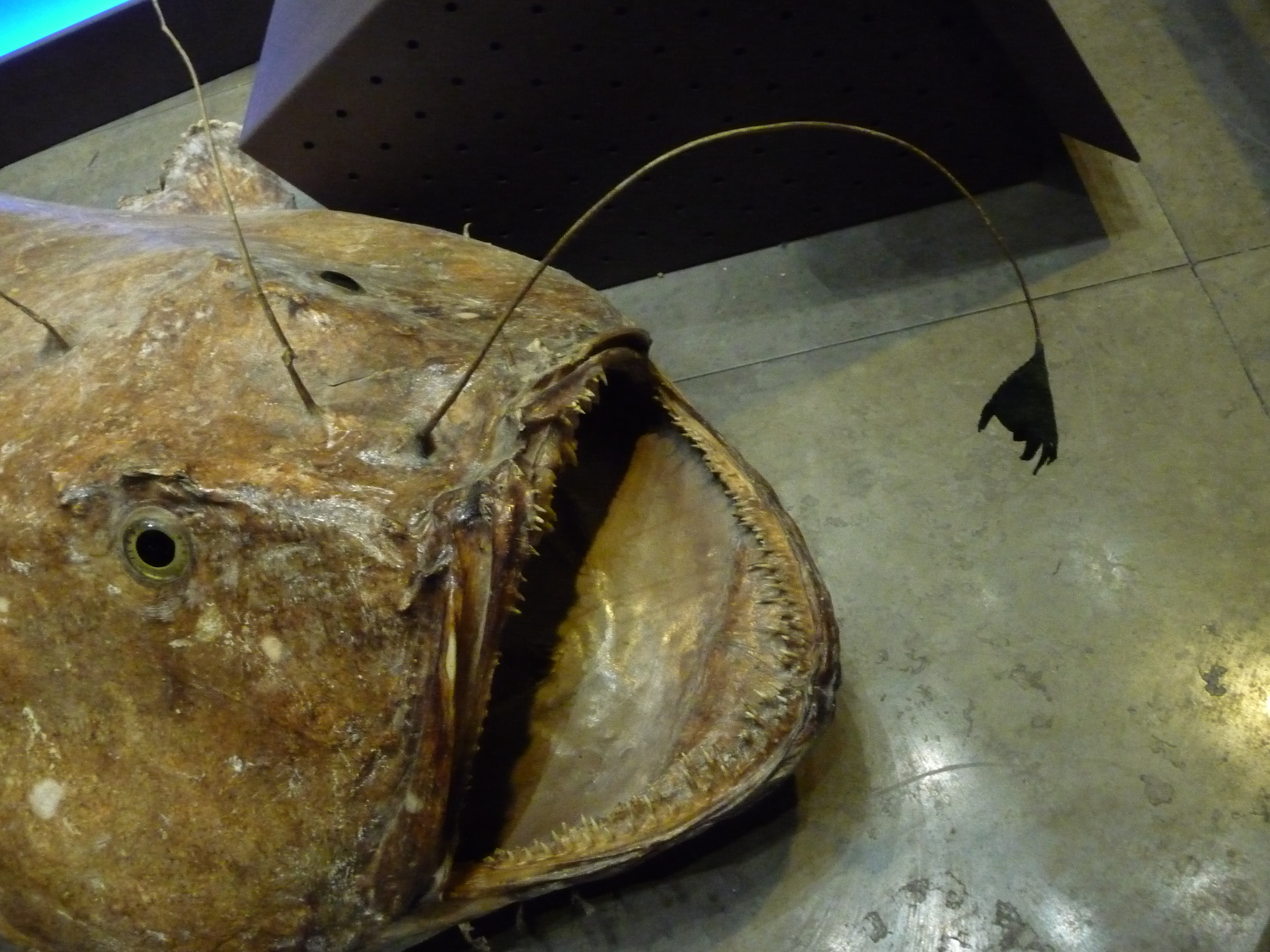
Голова морського чорта
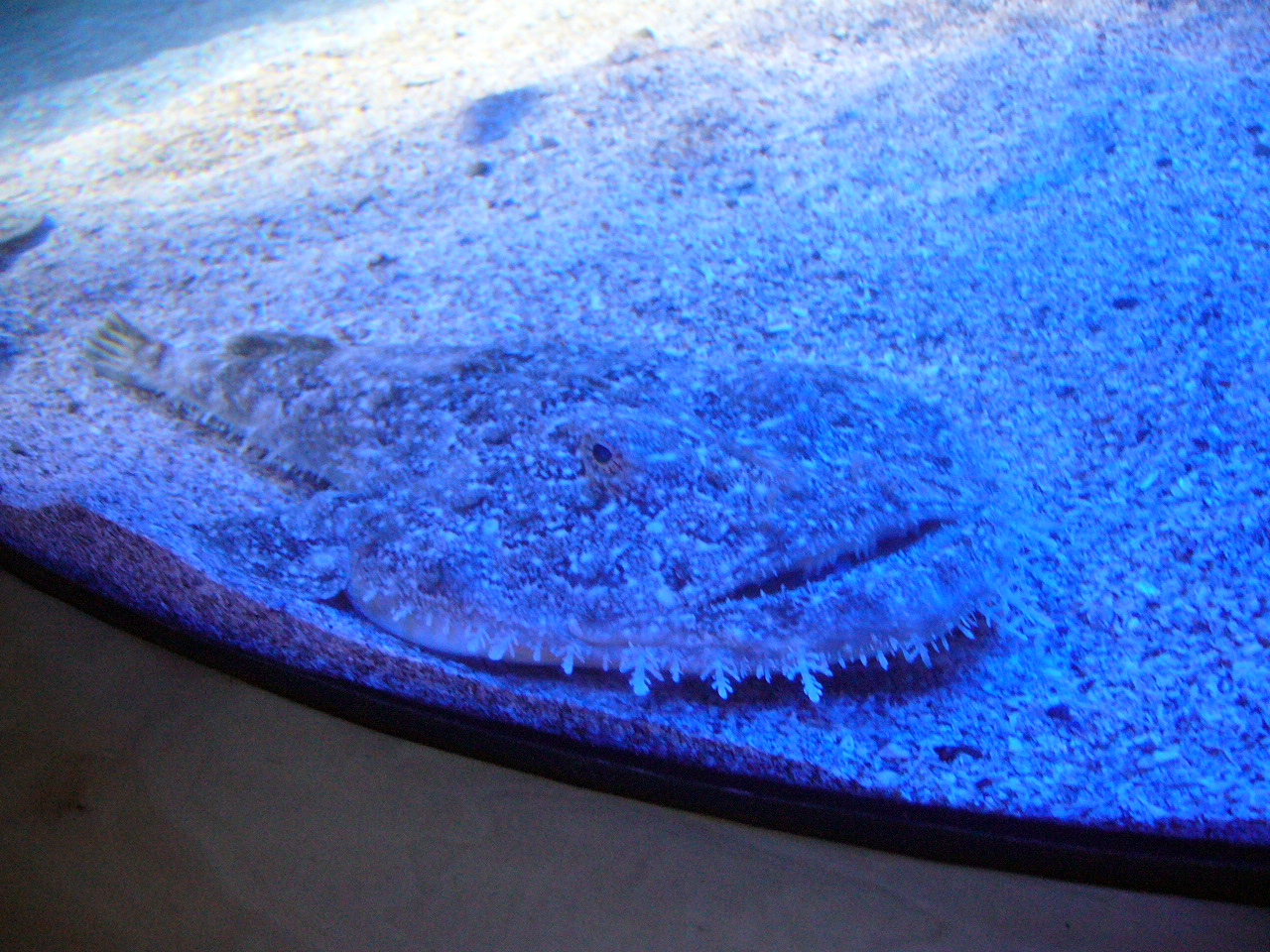
Морський чорт у природному середовищі
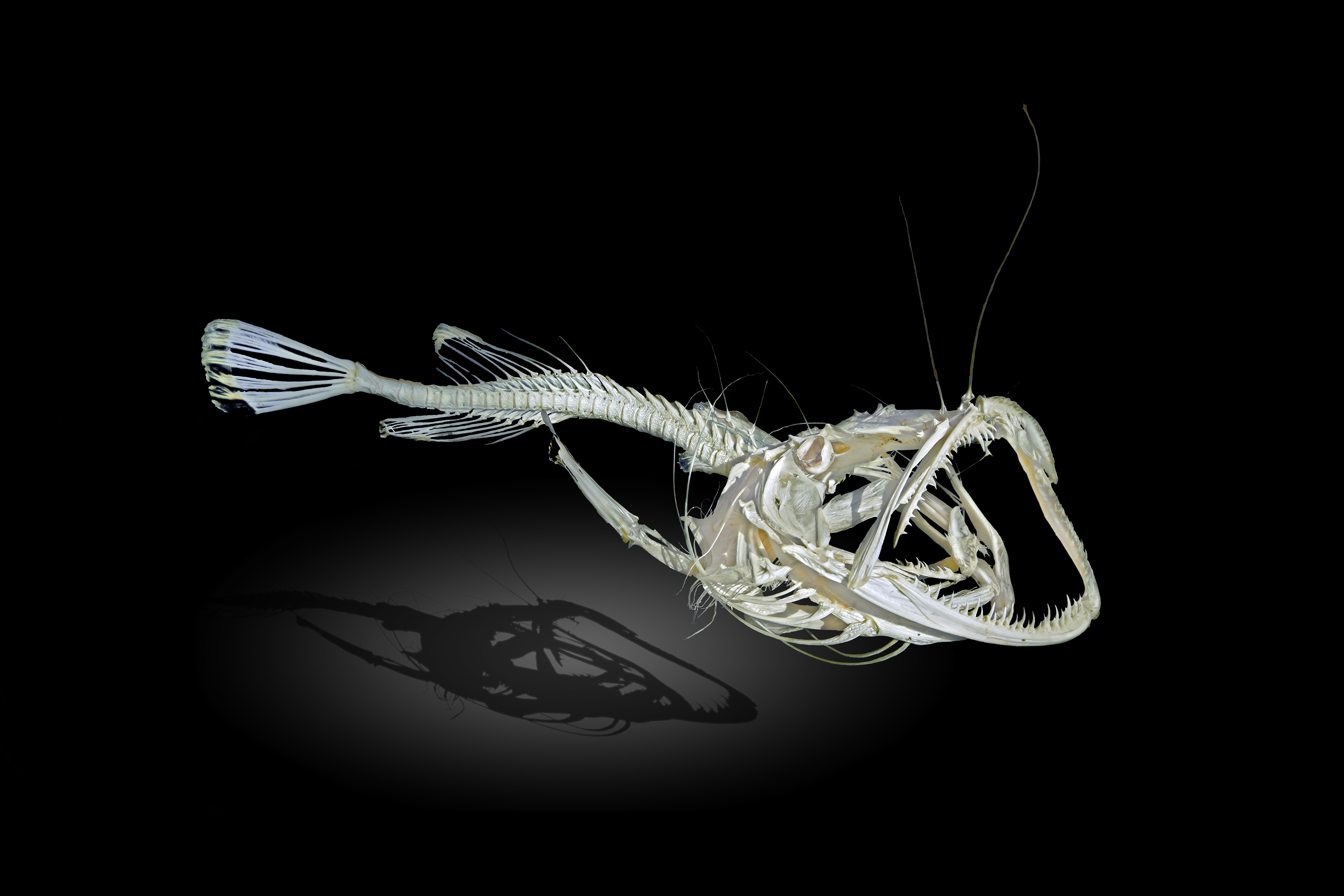
Скелет Морського чорта
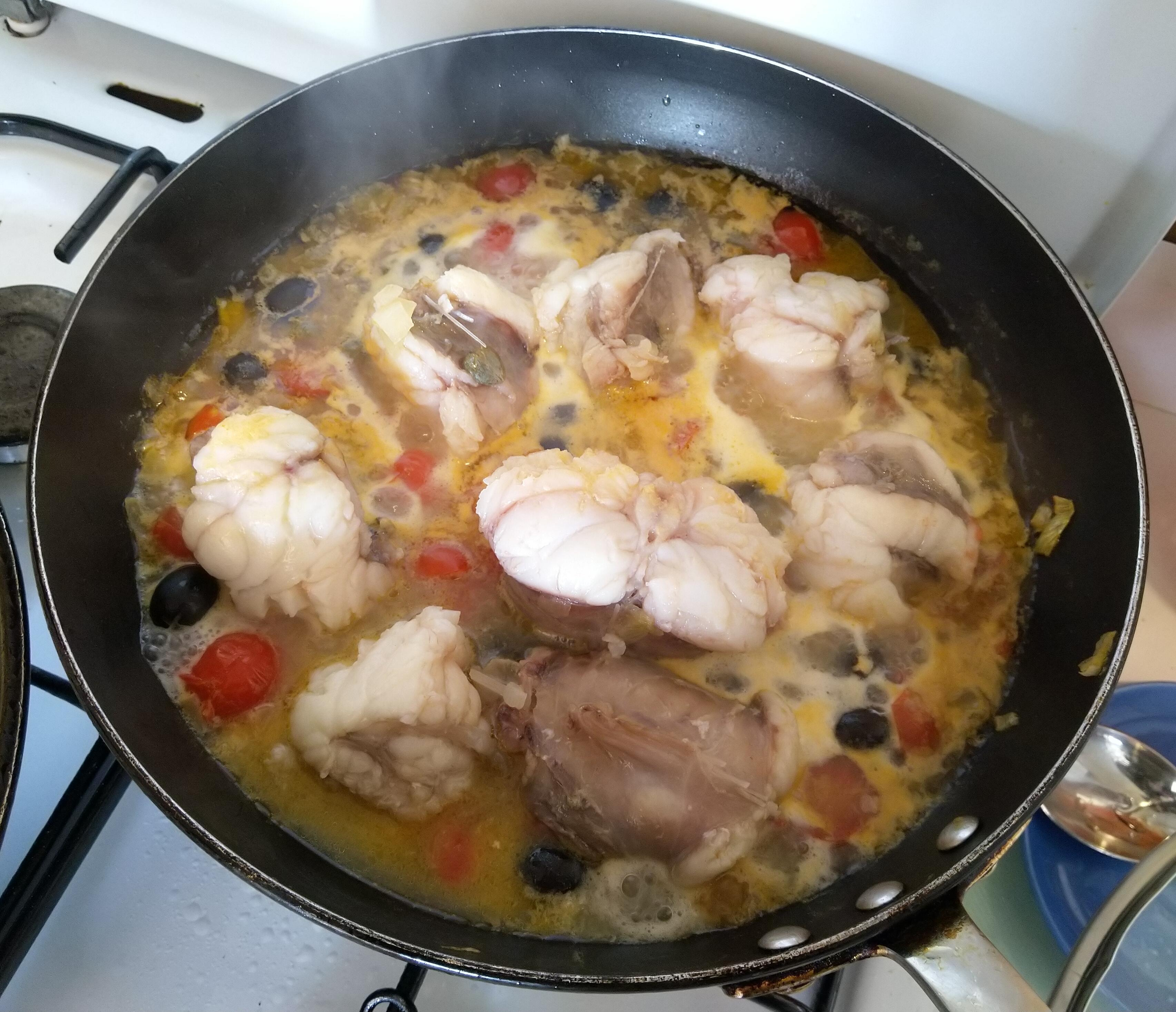
Тушкований морський чорт